# Scottish Labour Party
Die Scottish Labour Party (schott.-gäl. Pàrtaidh Làbarach na h-Alba, Scots Scots Labour Pairty, dt. etwa Schottische Arbeiterpartei) ist eine Teilorganisation der britischen Labour Party in Schottland. Die Scottish Labour Party ist die drittgrößte Partei Schottlands und ist seit 2021 mit 22 Sitzen im schottischen Parlament vertreten.

## Geschichte und Gegenwart
Die Labour Party in Großbritannien wurde im Jahr 1900 als Labour Representation Committee (LRC) gegründet und setzte sich zu diesem Zeitpunkt aus Gewerkschaften, den sozialistisch orientierten Parteien Independent Labour Party (1893 gegründet), Social Democratic Federation sowie der Fabian Society zusammen. Sie entstammt damit dem später so benannten Tradeunionismus. Für schottische Belange wurde 1915 ein Scottish Advisory Council gegründet, dessen erste Konferenz von Keir Hardie geleitet wurde. Dieses wurde später in Scottish Council of the Labour Party umbenannt, erst 1994 dann in Scottish Labour Party.
Die heutige Scottish Labour Party (SLP) hatte von 1969 bis 2015 die meisten schottischen Sitze im britischen Unterhaus inne. Unter dem Druck der Scottish National Party stimmte die damalige gesamtbritische Labour-Regierung 1978 einer Volksabstimmung über begrenzte Selbstbestimmung Schottlands zu. Dieses Referendum zur Dezentralisierung wurde am 1. März 1979 abgehalten und eine knappe Mehrheit von 51,6 % der Abstimmenden votierte dafür. Allerdings waren dies weniger als 40 % der Wahlberechtigten; deshalb trat das Gesetz nicht in Kraft.
Von 1979 an gewann sie jede Europäische Parlamentswahl, bis sie von der SNP bei der Europawahl im Jahr 2009 geschlagen wurde.
In den ersten beiden Wahlen zum neu gegründeten Schottischen Parlament in den Jahren 1999 und 2003 gewann die SLP die Mehrheit der Sitze und stellte die Regierung in einer Koalition mit den Scottish Liberal Democrats. Bei der schottischen Parlamentswahl 2007 wurde die Scottish Labour Party die zweitgrößte Partei, mit einem geringeren Anteil von Stimmen und einen Sitz weniger als die Scottish National Party (SNP), die in der Folge eine Minderheitsregierung bildete. Die SLP blieb die zweitgrößte Partei nach der schottischen Parlamentswahl 2011, nach der die SNP die erste Regierung mit absoluter Mehrheit der Sitze seit der Dezentralisierung im Jahre 1999 bildete.
Unter dem Ersten Minister Alex Salmond fand am 18. September 2014 eine Abstimmung über die Unabhängigkeit Schottlands statt. Die Scottish Labour Party stellte sich in ihrer Mehrheit gegen dieses Referendum, das von 55,3 % der Wähler abgelehnt wurde.
In einer erdrutschartigen Niederlage bei den britischen Unterhauswahlen 2015 wurde die Zahl der schottischen Labour-Abgeordneten bis auf ein Mitglied des Parlaments reduziert. 40 von 41 Sitzen gingen an die SNP verloren. Damit gewann diese Partei das erste Mal seit 1959 nicht die größte Anzahl der Sitze in Schottland. Bei der schottischen Parlamentswahl 2016 verlor die Scottish Labour Party 13 ihrer 37 Sitze und wurde zum ersten Mal nur die drittgrößte Partei. Sie wurde von der Scottish Conservative Party überholt, die jetzt zweitstärkste Partei in Schottland ist.

## Vorsitzende
- Johann Lamont (17. Dezember 2011 – 24. Oktober 2014)[3]
  - Anas Sarwar (stellvertretend: 24. Oktober 2014 – 13. Dezember 2014)
- Jim Murphy (13. Dezember 2014 – 13. Juni 2015)
  - Iain Gray (stellvertretend: 13. Juni 2015 – 15. August 2015)
- Kezia Dugdale (15. August 2015 – 29. August 2017)
  - Alex Rowley (stellvertretend: 29. August 2017 – 15. November 2017)
  - Jackie Baillie (stellvertretend: 15. November 2017 – 18. November 2017)
- Richard Leonard (18. November 2017 – 14. Januar 2021)
  - Jackie Baillie (stellvertretend:14. Januar 2021 – 27. Februar 2021)
- Anas Sarwar (seit 27. Februar 2021)

## Wahlergebnisse
Prozentergebnisse und Gesamtsitze beziehen sich auf Schottland. Unterhauswahlen erfolgten durchgehend nach Mehrheitswahlrecht, Wahlen zum schottischen Parlament nach einem Mixed-Member Proportionalsystem und ab 1999 auch Wahlen zum Europaparlament nach Verhältniswahlrecht.
| Jahr | Wahl                              | Stimmenanteil | Sitze  |
| ---- | --------------------------------- | ------------- | ------ |
| 1935 | Unterhauswahlen 1935              | 36,8 %        | 20/71  |
| 1945 | Unterhauswahlen 1945              | 47,9 %        | 37/71  |
| 1950 | Unterhauswahlen 1950              | 46,2 %        | 37/71  |
| 1951 | Unterhauswahlen 1951              | 47,9 %        | 35/71  |
| 1955 | Unterhauswahlen 1955              | 46,7 %        | 34/71  |
| 1959 | Unterhauswahlen 1959              | 46,7 %        | 38/71  |
| 1964 | Unterhauswahlen 1964              | 48,7 %        | 43/71  |
| 1966 | Unterhauswahlen 1966              | 49,8 %        | 46/71  |
| 1970 | Unterhauswahlen 1970              | 44,5 %        | 44/71  |
| 1974 | Unterhauswahlen Feb. 1974         | 36,6 %        | 40/71  |
| 1974 | Unterhauswahlen Okt. 1974         | 36,3 %        | 41/71  |
| 1979 | Unterhauswahlen 1979              | 41,6 %        | 44/71  |
| 1979 | Europawahl 1979                   | 33,0 %        | 2/8    |
| 1983 | Unterhauswahlen 1983              | 35,1 %        | 42/72  |
| 1984 | Europawahl 1984                   | 40,7 %        | 5/8    |
| 1987 | Unterhauswahlen 1987              | 42,4 %        | 50/72  |
| 1989 | Europawahl 1989                   | 41,9 %        | 7/8    |
| 1992 | Unterhauswahlen 1992              | 39,0 %        | 49/72  |
| 1994 | Europawahl 1994                   | 42,5 %        | 6/8    |
| 1997 | Unterhauswahlen 1997              | 45,6 %        | 56/72  |
| 1999 | Parlamentswahl in Schottland 1999 | 38,8 %        | 56/129 |
| 1999 | Europawahl 1999                   | 28,7 %        | 3/8    |
| 2001 | Unterhauswahlen 2001              | 43,3 %        | 56/72  |
| 2003 | Parlamentswahl in Schottland 2003 | 34,6 %        | 50/129 |
| 2004 | Europawahl 2004                   | 26,4 %        | 2/7    |
| 2005 | Unterhauswahlen 2005              | 39,5 %        | 41/59  |
| 2007 | Parlamentswahl in Schottland 2007 | 32,2 %        | 46/129 |
| 2009 | Europawahl 2009                   | 20,8 %        | 2/6    |
| 2010 | Unterhauswahlen 2010              | 42,0 %        | 41/59  |
| 2011 | Parlamentswahl in Schottland 2011 | 31,7 %        | 37/129 |
| 2014 | Europawahl 2014                   | 25,9 %        | 2/6    |
| 2015 | Unterhauswahlen 2015              | 24,3 %        | 1/59   |
| 2016 | Parlamentswahl in Schottland 2016 | 22,6 %        | 24/129 |
| 2017 | Unterhauswahlen 2017              | 27,1 %        | 7/59   |
| 2014 | Europawahl 2019                   | 9,3 %         | 0/6    |
| 2019 | Unterhauswahl 2019                | 18,6 %        | 1/59   |
| 2021 | Parlamentswahl in Schottland 2021 | 17,9 %        | 22/129 |
| 2024 | Unterhauswahl 2024                | 35,3 %        | 37/57  |